# Neutralino
Neutralino – nazwa dla supersymetrycznych fermionowych cząstek elementarnych, pozbawionych ładunku elektrycznego i silnego i będących w przybliżeniu stanami własnymi operatora masy, czyli względnie stabilnych.
W MSMS istnieją 4 supersymetryczne fermiony neutralne elektrycznie: bino, neutralne wino oraz dwa neutralne higsina (w innych teoriach supersymetrycznych ich liczba może być inna). Cząstki te nie są jednak stanami własnymi masy, co oznacza, że podlegają ciągłym oscylacjom kwantowym przemieniając się w inne cząstki i nie ma większego sensu poszukiwać ich metodami eksperymentalnymi. Używa się ich zatem wyłącznie w rozważaniach teoretycznych.
W fizyce eksperymentalnej definiuje się natomiast odpowiednie superpozycje gaugin i higsin, które bardziej przypominają cząstkę w potocznym znaczeniu tego słowa. Neutralne elektrycznie cząstki tego rodzaju nazywa się neutralinami, natomiast cząstki naładowane to chargina.

## Rodzaje neutralin
W MSMS istnieją 4 rodzaje neutralin. Są one oznaczane literą chi: {\displaystyle {\tilde {\chi }}_{i}^{0}} (gdzie {\displaystyle i} przebiega wartości od 1 do 4).
Najlżejszym neutralinem w MSMS może być dla określonych parametrów niemal czyste fotino, bino, wino (winami byłyby też najlżejsze chargina.) lub higsino.
Istnienie neutralin mogą potwierdzić eksperymenty, które przygotowywane są w akceleratorze LHC oraz planowanym TESL. Przekroje czynne na produkcję neutralin dla energii progowej są jednak bardzo małe, takie jak dla oddziaływań słabych, czyli rzędu 0,01-0,1 pb.

## Kosmologia
Możliwe, że właśnie z neutralin składa się zimna ciemna materia, czyli materia, której składniki poruszają się wolno (mała energia kinetyczna oznacza niską temperaturę cząstki). Neutralino mogło powstać w czasie Wielkiego Wybuchu. Kandydatem na składnik ciemnej materii jest najlżejsze neutralino, które powinno być najlżejszą cząstką supersymetryczną i, jeśli parzystość R jest dokładną symetrią przyrody, być trwałe.
Wydanie internetowe PDG z 2013 roku podaje, że wykazano eksperymentalnie, że jeśli trwałe neutralino istnieje, to jego masa przekracza 46 GeV.